# Gold Standard (compensation carbone)
Pour les articles homonymes, voir Gold standard.
Le Gold Standard (GS), ou Gold Standard for the Global Goals, est un standard et un programme de marque de certification des projets de réduction d'émissions non gouvernementales de gaz à effet de serre, dans le cadre du Mécanisme de développement propre (CDM), du Voluntary Carbon Market et d'autres mécanismes prévus par les accords internationaux sur le climat et le développement. Il est publié et administré par la Gold Standard Foundation, une fondation à but non lucratif dont le siège est à Genève, en Suisse.
L'objectif de ce standard est de garantir que les crédits carbone sont réels et vérifiables, et que les projets de compensation carbone apportent des contributions mesurables au développement durable. Il se veut être un label de qualité des crédits carbone qui sont générés par des projets, et que des pays ayant un engagement juridique contraignant selon le protocole de Kyoto, ou des entreprises ou d'autres types d'organisations, peuvent ensuite acheter et échanger à des fins de compensation carbone.

## Histoire
Le Gold Standard for CDM (GS CER) a été développé en 2003 par le World Wide Fund for Nature (WWF), SouthSouthNorth et Helio International. Le Voluntary Gold Standard (GS VER), défini comme une norme à utiliser au sein du marché volontaire du carbone, a été lancé en mai 2006.
Le programme de certification Gold Standard est ouvert à toute organisation communautaire non gouvernementale, en particulier celles qui s'intéressent à la promotion du développement durable, ou aux questions climatiques et énergétiques. En octobre 2018, plus de 80 organisations à but non lucratif, de divers pays, avaient officiellement approuvé le programme Gold Standard.
Le programme est administré par la Gold Standard Foundation, une fondation à but non lucratif de droit suisse dont le siège est à Genève, en Suisse. Elle emploie également des experts locaux au Brésil, en Inde et en Afrique du Sud.
En juillet 2008, le Gold Standard Version 2.0 a été publié. Il définit un ensemble de directives et de manuels sur les exigences du Gold Standard, et fournit des boîtes à outils et d'autres documents de support à utiliser par les développeurs de projets.
En juillet 2017, une nouvelle version appelée Gold Standard for the Global Goals a été publiée, remplaçant les précédents Gold Standard.

## Reconnaissance et critiques
Le Gold Standard est reconnu comme un acteur majeur de la labellisation des projets de compensation carbone par le secteur du marché du carbone.
Le Gold Standard étant un programme de certification des programmes d'échange de droits d'émissions carbone, les critiques qui sont faites sur le principe de pouvoir échanger des droits d'émission carbone s'y appliquent aussi.

## Le registre duGold Standard
Le Gold Standard gère un registre des projets qui postulent pour la labellisation Gold Standard. Ce registre permet de suivre le statut d'avancement de ces projets.
Les développeurs de projets, validateurs (EOD), commerçants et acheteurs de crédits peuvent ouvrir des comptes auprès du registre. La Gold Standard Foundation propose divers rapports accessibles au public.